# Pinus jeffreyi
Pinus jeffreyi is een soort uit de dennenfamilie (Pinaceae) die voorkomt in de berggebieden langs de Noord-Amerikaanse westkust. In het Engels heet de boom Jeffrey pine, Jeffrey's pine of black pine; in Mexico kennen ze hem als pino de Jeffrey. De soort is vernoemd naar botanicus John Jeffrey.

## Determinatie
Pinus jeffreyi is een groenblijvende, boomvormende conifeer die een gemiddelde hoogte bereikt van 25 tot 40 meter; in uitzonderlijke gevallen worden hoogten bereikt van 53 meter. Dichter bij de boomgrens worden de bomen merkbaar kleiner. De schors is zwartachtig; nooit dieprood en evenmin diep gekloofd. De bladeren (naalden) groeien, zoals die van gele den, in bundels van drie, maar zijn grijs- of blauwgroener. Ze worden 12 tot 23 cm lang. Knoppen zijn niet harsig. De kegels kunnen tot 25 cm lang worden. Eerst zijn ze wat purperkleurig, maar volgroeide kegels worden lichtbruin en hebben houtige, terugwijzende stekels - iets wat P. jeffreyi onderscheidt van bijvoorbeeld gele den. De zaden worden 10 tot 12 mm lang en hebben elk een grote vleugel (15 tot 25 mm).
Verder heeft de hars van P. jeffreyi een heel specifieke geur die – afhankelijk van de waarnemer – aan vanille, citroen, ananas, viooltjes, appel of butterscotch doet denken. De soort dankt haar uitzonderlijke geur aan de chemische samenstelling van de hars, met heptaan. 's Zomers geuren de loten en verkruimelde schors naar winegums.

## Voorkomen
Pinus jeffreyi komt voor in de bergachtige gebieden van Zuidwest-Oregon tot het noorden van Baja California en is vooral talrijk in de Sierra Nevada in Californië. Het is een soort die op grote hoogtes voorkomt: in het noorden van het verspreidingsgebied van 1500 tot 2100 meter en in het zuiden van 1800 tot 2900 meter boven zeeniveau.
P. jeffreyi verdraagt serpentijnbodems en domineert vaak op zulke bodems, zelfs op droge, lager gelegen plaatsen. Op andere bodems wordt ze pas dominant wanneer de sneller groeiende gele den afneemt, i.e. op grotere hoogtes.
De boom is af en toe in grote tuinen aangeplant in Europa.

## Gebruik
Het hout lijkt erg op dat van gele den en wordt voor dezelfde doeleinden gebruikt.
Het n-heptaan dat in zulke pure vorm aanwezig is in de hars van P. jeffreyi is explosief in combinatie met vuur, waardoor de hars niet gebruikt kan worden om terpentijn van te maken.
... · 
P. albicaulis (asgrijze den) · 
P. aristata (stoppelden) · 
P. balfouriana (vossenstaartden) · 
P. brutia (Turkse den) · 
P. canariensis (Canarische den) · 
P. cembra (alpenden) · 
P. contorta (draaiden) · 
P. densiflora (Japanse rode den) · 
P. halepensis (aleppoden) · 
P. heldreichii (Bosnische den) · 
Pinus hwangshanensis · 
P. jeffreyi (jeffreyden) · 
P. koraiensis (Koreaanse den) · 
P. lambertiana (suikerden) · 
P. longaeva (langlevende den) · 
P. monophylla · 
P. monticola (Amerikaanse witte den) · 
P. mugo (bergden) · 
P. muricata (bishopden) · 
P. nigra (zwarte den) · 
P. nigra subsp. laricio (Corsicaanse den)  · 
P. nigra subsp. nigra (Oostenrijkse den) · 
P. palustris (moerasden) · 
P. parviflora (Japanse witte den) · 
P. peuce (Macedonische den) · 
P. pinaster (zeeden) · 
P. pinea (parasolden) · 
P. ponderosa (gele den) · 
P. pumila (Siberische dwergden) · 
P. radiata (montereyden) · 
P. strobus (weymouthden) · 
P. sibirica (Siberische den) · 
P. sylvestris (grove den) · 
P. thunbergii (Japanse zwarte den) · 
P. wallichiana (tranenden) · 
...
1. ↑  (en) Pinus jeffreyi op de IUCN Red List of Threatened Species.